# テレビ岩手ニュースToday
『テレビ岩手ニュースToday』（テレビいわてニューストゥデイ）は、テレビ岩手（TVI）にて1983年10月3日から1985年9月27日まで放送された、3代目の夕方のローカルニュース番組である。

## 放送時間
- 月曜日 - 金曜日 18:00 - 18:25（JST、25分、1983年10月3日 - 1985年9月27日）